# Roman Andrzejewski (ekonomista)
Roman Marian Andrzejewski (ur. 30 lipca 1931 w Poznaniu, zm. 29 kwietnia 2012 tamże) – polski ekonomista, poseł na Sejm I kadencji.

## Życiorys
Syn Leona i Władysławy. Ukończył studia na Wydziale Prawa Uniwersytetu Poznańskiego (1953) i na Akademii Ekonomicznej w Poznaniu (1975). Uzyskał stopień naukowy doktora nauk ekonomicznych.
W latach 1991–1993 z listy Porozumienia Obywatelskiego Centrum sprawował mandat posła na Sejm I kadencji, wybranego w okręgu poznańskim. W trakcie kadencji odszedł z Porozumienia Centrum, przechodząc do Konwencji Polskiej. W 1993 organizował Bezpartyjny Blok Wspierania Reform, bez powodzenia kandydował z listy tego ugrupowania w wyborach parlamentarnych w tym samym roku. Od 1990 do 1998 był radnym Rady Miasta Poznania.
Pochowany 10 maja 2012 na cmentarzu Górczyńskim w Poznaniu.